# Lac Tremblay
Lac Tremblay är en sjö i Kanada.   Den ligger i regionen Lanaudière och provinsen Québec, i den sydöstra delen av landet, 210 km nordost om huvudstaden Ottawa. Lac Tremblay ligger 441 meter över havet. Arean är 1,8 kvadratkilometer. Den sträcker sig 2,3 kilometer i nord-sydlig riktning, och 2,1 kilometer i öst-västlig riktning.
I omgivningarna runt Lac Tremblay växer i huvudsak blandskog. Trakten runt Lac Tremblay är nära nog obefolkad, med mindre än två invånare per kvadratkilometer.